# Joseph Anton von Pilat
Joseph Anton Pilat, ab 1831 Edler von Pilat, (Pseudonym: Aristide; * 20. Februar 1782 in Augsburg; † 2. Mai 1865 in Wien) war ein deutscher Publizist.

## Leben

### Werdegang
Nach der Schulausbildung am Augsburger Jesuitenkolleg St. Salvator studierte er Jura an der Universität Göttingen.
1803 wurde er Privatsekretär von Klemens Wenzel Lothar von Metternich, der zu der Zeit Gesandter am preußischen Hof in Berlin war.
In den folgenden Jahren begleitete er ihn auf dessen weiteren Stationen: 1806 nach Paris und 1809 nach Wien.
1811 beauftragte ihn Metternich mit der Leitung des Oesterreichischen Beobachters (Tageszeitung), nachdem Friedrich Schlegel von der Redaktion enthoben worden war. Diese Stellung hatte er bis 1848 inne.
Er wurde 1818 zum wirklichen k. k. Hofsekretär, später zum Regierungsrat im außerordentlichen Dienste bei der Staatskanzlei ernannt.
Pilat war eng mit Adam Müller und Friedrich von Gentz befreundet.
Der strenggläubige Katholik stand im regen Kontakt mit Zacharias Werner, Johann Smidt und Klemens Maria Hofbauer und war für sie Verbindungsmann in die Politik.

### Familie
Am 4. Mai 1805 heiratete er Elise Dorothea von Mengershausen in Berlin.
Aus der Ehe gingen drei Söhne und drei Töchter hervor, wo Maria von Pilat (1810–1844) Joseph Alexander von Hübner (1811–1892) heiratete.

## Auszeichnungen
1818 erhielt er den Roten Adlerorden dritter Klasse.
Außerdem wurde ihm das goldene Zivil-Ehrenkreuz verliehen.
Am 20. Juli 1831 wurde er in den österreichischen Adelstand erhoben.